# Eleccions legislatives lituanes de 2016
Les Eleccions legislatives lituanes de 2016 es van celebrar el 9 i 23 d'octubre de 2016 per escollir els 141 membres de la Seimas. 71 van ser elegits en circumscripcions uninominals mitjançant el sistema de dues voltes , i els 70 restants en una única circumscripció nacional mitjançant representació proporcional . La primera volta es va celebrar el 9 d'octubre i la segona volta el 23 d'octubre.
La Unió Lituana d'Agricultors i Verds va emergir com el partit més gran amb el 22% del vot popular i 54 escons, en comparació amb només el 4% i un sol escó a les eleccions anteriors del 2012. L'èxit del partit es va atribuir a la insatisfacció dels votants amb els partits establerts a la llum dels baixos salaris i l'emigració persistent. La Unió Patriòtica, el partit de l'oposició més gran en el Seimas precedent, va acabar en un distant segon lloc amb 31 escons, tot i que va obtenir una part lleugerament més gran del vot nacional.
Els partits del govern sortint van patir grans pèrdues, caient de 78 escons a 28. El Partit Socialdemòcrata, que havia estat el partit més gran abans de les eleccions, va perdre més de la meitat dels seus escons i va acabar en tercer lloc amb només 17 representants. El seu soci de coalició, el Partit del Treball, va tenir encara pitjors resultats, caient de 29 escons a només 2. Ordre i Justícia va obtenir 8 escons, enfront dels 11 anteriors.
Poc després que els resultats de la primera ronda de votacions fossin clars, Mazuronis va dimitir com a líder del Partit del Treball, mentre que Paksas va dimitir com a líder d'Ordre i Justícia. Després de la segona ronda de votacions, Butkevičius també va oferir la seva dimissió com a president dels Socialdemòcrates, però va ser rebutjada. Tanmateix, Butkevičius va descartar presentar-se a la reelecció com a president el 2017. Landsbergis va anunciar noves eleccions de lideratge a la Unió Patriòtica a principis del 2017.
Poc després que els resultats de les eleccions es fessin clars, els victoriosos Agricultors i Verds van iniciar consultes de coalició amb la Unió Patriòtica i els Socialdemòcrates. Els Agricultors i Verds van expressar el seu desig d'una àmplia coalició que inclogués tots dos partits, un concepte que la Unió Patriòtica va descartar. El 9 de novembre, Agricultors i Verds van signar un acord de coalició amb els Socialdemòcrates, segons el qual aquests rebrien 3 dels 14 escons del gabinet, mentre que els Agricultors obtenien el dret de nomenar el primer ministre i el president del Seimas.
El dotzè Seimas, recentment elegit, es va reunir per primera vegada el 14 de novembre de 2016 i va elegir Viktoras Pranckietis com a president del Seimas. El 22 de novembre, la presidenta Dalia Grybauskaitė va nomenar Saulius Skvernelis com a primer ministre.

## Resultats
|                       |                                                  |              |              |              |                  |                  |                  |                  |                  |                  |                  |          |     |  |
| Partit                | Partit                                           | Proporcional | Proporcional | Proporcional | Circumscripcions | Circumscripcions | Circumscripcions | Circumscripcions | Circumscripcions | Circumscripcions | Circumscripcions | Total    | +/- |  |
| Partit                | Partit                                           | Proporcional | Proporcional | Proporcional | 1a volta         | 1a volta         | 1a volta         | 2a volta         | 2a volta         | 2a volta         | Total            | Total    | +/- |  |
| Partit                | Partit                                           | Vots         | %            | Escons       | Vots             | %                | Escons           | Vots             | %                | Escons           | Total            | Total    | +/- |  |
|                       | Unió Patriòtica - Democristians Lituans (TS-LKD) | 276.275      | 22,63        | 20           | 258.835          | 21,57            | 1                | 247.920          | 28,06            | 10               | 11               | 31 / 141 | 2   |  |
|                       | Unió Lituana d'Agricultors i Verds (LVŽS)        | 274.108      | 22,45        | 19           | 229.769          | 19,15            | 0                | 311.611          | 35,27            | 35               | 35               | 54 / 141 | 53  |  |
|                       | Partit Socialdemòcrata de Lituània (LSDP)        | 183.597      | 15,04        | 13           | 183.267          | 15,27            | 0                | 115.576          | 13,08            | 4                | 4                | 17 / 141 | 22  |  |
|                       | Moviment Liberal (LRLS)                          | 115.361      | 9,45         | 8            | 139.522          | 11,63            | 0                | 70.891           | 8,02             | 6                | 6                | 14 / 141 | 4   |  |
|                       | Coalició Anticorrupció (TTS-PKV)                 | 77.114       | 6,32         | 0            | 36.621           | 3,05             | 0                | 6.876            | 0,78             | 1                | 1                | 1 / 141  | 1   |  |
|                       | Acció Electoral dels Polonesos a Lituània (LLRA) | 69.810       | 5,72         | 5            | 63.291           | 5,27             | 2                | 13.526           | 1,53             | 1                | 3                | 8 / 141  | =   |  |
|                       | Ordre i Justícia (TT)                            | 67.817       | 5,55         | 5            | 70.958           | 5,91             | 0                | 28.894           | 3,27             | 3                | 3                | 8 / 141  | 3   |  |
|                       | Partit del Treball (DP)                          | 59.620       | 4,88         | 0            | 79.824           | 6,65             | 0                | 25.803           | 2,92             | 2                | 2                | 2 / 141  | 27  |  |
|                       | Unió de Llibertat Lituana (Liberals) (LLS(L))    | 27.274       | 2,23         | 0            | 39.987           | 3,33             | 0                | 10.130           | 1,15             | 0                | 0                | 0 / 141  | =   |  |
|                       | Partit Verd Lituà (LZP)                          | 24.727       | 2,03         | 0            | 11.047           | 0,92             | 0                | 5.627            | 0,64             | 1                | 1                | 1 / 141  | 1   |  |
|                       | Llista Lituana (LS)                              | 21.966       | 1,80         | 0            | 17.519           | 1,46             | 0                | 8.709            | 0,99             | 1                | 1                | 1 / 141  | 1   |  |
|                       | Partit Popular (LŽP)                             | 12.851       | 1,05         | 0            | 9.767            | 0,81             | 0                |                  |                  |                  | 0                | 0 / 141  | =   |  |
|                       | Contra la Corrupció i la Pobresa (JL-LTS)        | 6.867        | 0,56         | 0            | 4.150            | 0,35             | 0                |                  |                  |                  | 0                | 0 / 141  | =   |  |
|                       | Camí del Coratge (DK)                            | 3.498        | 0,29         | 0            | 4.619            | 0,38             | 0                |                  |                  |                  | 0                | 0 / 141  | 7   |  |
|                       | Independents                                     |              |              |              | 50.738           | 4,23             | 0                | 37.919           | 4,29             | 4                | 4                | 4 / 141  | 1   |  |
|                       |                                                  |              |              |              |                  |                  |                  |                  |                  |                  |                  |          |     |  |
| Vots emesos           | Vots emesos                                      | 1.220.885    | 95,88        |              | 1.199.914        | 94,28            |                  | 883.482          | 96,41            |                  |                  |          |     |  |
| Vots nuls             | Vots nuls                                        | 52.469       | 4,12         | 72.788       | 5,72             | 32.937           | 3,59             |                  |                  |                  |                  |          |     |  |
| Total                 | Total                                            | 1.273.354    | 100          | 70           | 1.272.702        | 100              | 3                | 916.419          | 100              | 68               | 71               | 141      | =   |  |
| Abstenció             | Abstenció                                        | 1.241.303    | 49,36        |              | 1.241.955        | 49,39            |                  | 1.488.724        | 61,90            |                  |                  |          |     |  |
| Inscrits/Participació | Inscrits/Participació                            | 2.514.657    | 50,64        | 2.514.657    | 50,61            | 2.405.143        | 38,10            |                  |                  |                  |                  |          |     |  |